# Paweł Blehm
Paweł Blehm (nascut el 17 d'abril de 1980 a Olkusz) és un jugador d'escacs polonès que té el títol de Gran Mestre des de 2001.
Va participar al Campionat del Món d'Escacs de la FIDE 2000, però va ser noquejat a la primera ronda per Sembat Lputian. Va jugar representant Polònia a l'Olimpíada d'escacs del 2000. El 2002 va guanyar el torneig Bermuda Open.